# كتائب الويب الروسية

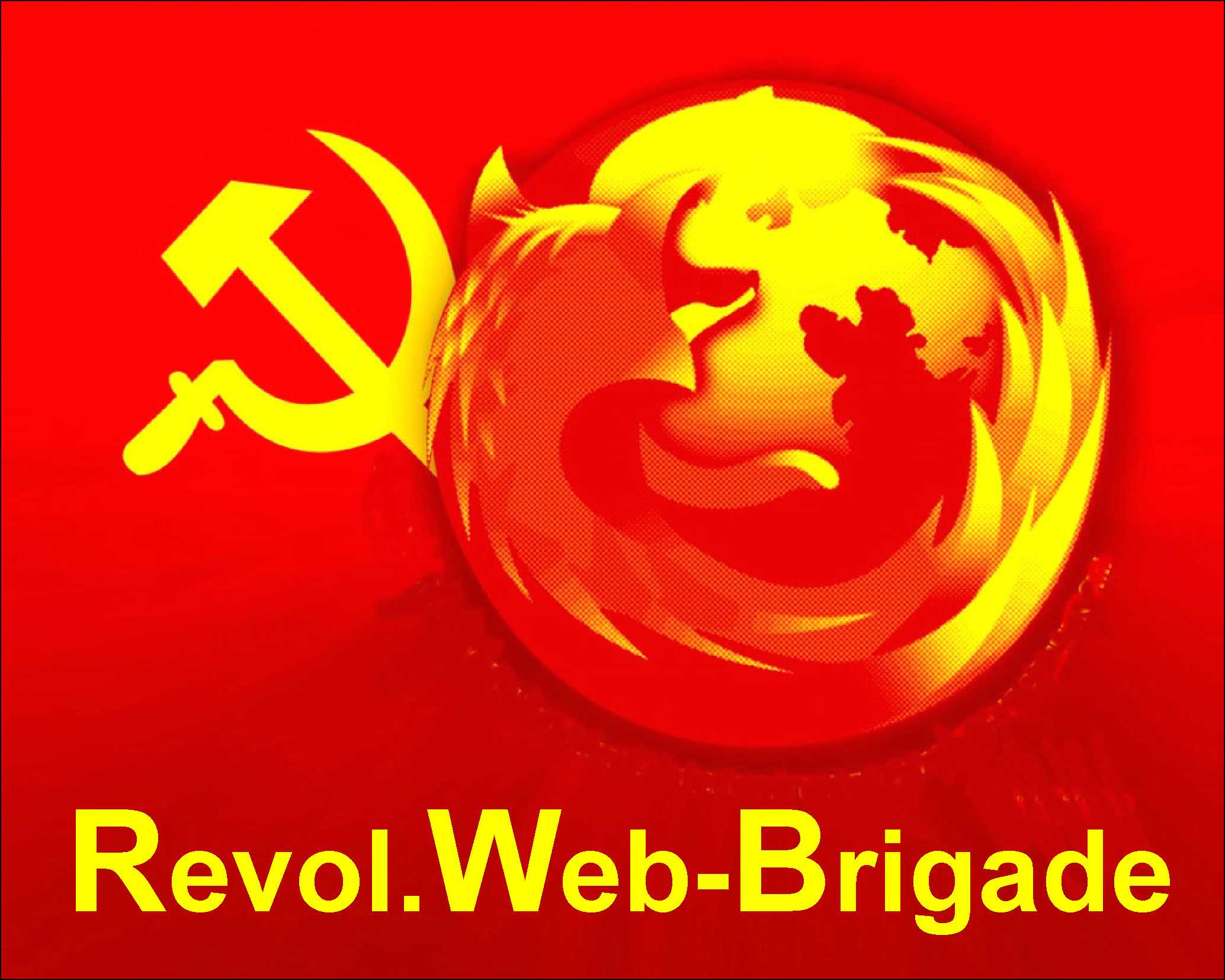
كتائب الويب الروسية

كتائب الويب الروسية، ويسمون أيضًا المتصيدين الروس، أو البوتات الروسية، أو بوتات الكرملين، أو متصيدي الكرملين، هم معلقون سياسيون مجهولون على الإنترنت وممولون من الدولة ومرتبطون بالحكومة الروسية. وقد أفاد المشاركون أنهم منظمون في فرق ومجموعات من المعلقين الذين يشاركون في المدونات السياسية الروسية والدولية ومنتديات الإنترنت باستخدام دمى الجورب (شخصيات مزورة)، والذباب الإلكتروني، وحملات التصيد والتضليل المنظمة على نطاق واسع للترويج للدعاية المؤيدة لبوتين والمؤيدة لروسيا.
يرتبط متصيدو الكرملين ارتباطًا وثيقًا بوكالة أبحاث الإنترنت، وهي شركة مقرها سانت بطرسبرغ كان يديرها يفغيني بريغوجين قبل وفاته في عام 2023، والذي كان حليفًا مقربًا لبوتين ورئيس مجموعة فاغنر المرتزقة، والمعروفة بارتكاب جرائم حرب. واستهدفت منافذ الدعاية الروسية على الإنترنت المقالات الموجودة على ويكيبيديا الروسية بشأن تحطم طائرة الخطوط الجوية الماليزية الرحلة 17 والحرب الروسية الأوكرانية. وفي يونيو عام 2019 حُظرت مجموعة من 12 محررًا قدموا تحيزًا منسقًا مؤيدًا للحكومة ومعاديًا للمعارضة على ويكيبيديا باللغة الروسية. وأثناء الغزو الروسي لأوكرانيا في عام 2022 كان متصيدو الكرملين لا يزالون نشطين على العديد من المنصات الاجتماعية وكانوا ينشرون معلومات مضللة تتعلق بأحداث الحرب.

## الخلفية
يبدو أن أقدم مزاعم موثقة عن وجود «كتائب الويب» كانت في مقالة نشرتها صحيفة فيستنيك أونلاين في إبريل عام 2003 بعنوان «العين الافتراضية للأخ الأكبر» للصحافية الفرنسية آنا بوليانسكايا (وهي مساعدة سابقة للسياسية الروسية التي اغتيلت جالينا ستاروفويتوفا) ومؤلفان آخران هما أندريه كريفوف وإيفان لوماكو. ويزعم المؤلفون أنه حتى عام 1998 كانت المساهمات في المنتديات على مواقع الإنترنت الروسية (رونت) تعكس في الغالب القيم الليبرالية والديمقراطية، ولكن بعد عام 2000 عكست الغالبية العظمى من المساهمات القيم الشمولية. وقد نُسب هذا التغيير المفاجئ إلى ظهور فِرق من المعلقين المؤيدين لروسيا الذين بدا أنهم منظمون من قبل جهاز الأمن الروسي. ووفقًا للمؤلفين كان نحو 70% من المعلقين الروس على الإنترنت من أصحاب الآراء الليبرالية عمومًا قبل عامي 1998 و1999، بينما حدثت موجة من المنشورات «المناهضة للديمقراطية» (نحو 60-80%) فجأة في العديد من المنتديات الروسية في عام 2000. وقد يكون هذا أيضًا انعكاسًا لحقيقة مفادها أن الوصول إلى الإنترنت بين عامة السكان الروس ارتفع بشكل كبير خلال هذا الوقت، والذي كان حتى ذلك الحين متاحًا فقط لبعض قطاعات المجتمع.
في يناير عام 2012 نشرت مجموعة من الهاكتفيزم، تطلق على نفسها اسم الذراع الروسية لمجموعة أنونيموس، مجموعة ضخمة من رسائل البريد الإلكتروني التي يُزعم أنها تنتمي إلى قادة سابقين وحاليين لمنظمة ناشي للشباب المؤيدة لبوتين (بما في ذلك عدد من المسؤولين الحكوميين). ووجد الصحفيون الذين حققوا في المعلومات المسربة أن الحركة المؤيدة لبوتين انخرطت في مجموعة من الأنشطة بما في ذلك دفع المال للمعلقين لنشر المحتوى واختطاف تقييمات المدونات في خريف عام 2011. كما أشارت رسائل البريد الإلكتروني إلى أن أعضاء «الكتائب» كانوا يتقاضون 85 روبل (نحو 3 دولارات أمريكية) أو أكثر مقابل كل تعليق، اعتمادًا على ما إذا كان التعليق قد تلقى ردودًا أم لا. وقد تقاضى البعض ما يصل إلى 600.000 روبل (نحو 21.000 دولار أمريكي) مقابل ترك مئات التعليقات على مقالات صحفية سلبية على الإنترنت، وقدمت لهم أجهزة آي باد. وذكر عدد من المدونين البارزين على أنهم يتقاضون أجورًا مقابل الترويج لأنشطة ناشي والحكومة. ورفضت وكالة الشباب الفيدرالية، التي كان رئيسها (والزعيم السابق لناشي) فاسيلي ياكيمينكو أعلى فرد مستهدف من قبل التسريبات، التعليق على صحة رسائل البريد الإلكتروني.

في عام 2013 ذكر تقرير لمنظمة فريدم هاوس أن 22 من أصل 60 دولة جرى فحصها كانت تستخدم معلقين مؤيدين للحكومة مدفوعي الأجر للتلاعب بالمناقشات عبر الإنترنت، وأن روسيا كانت في طليعة هذه الممارسة لعدة سنوات، إلى جانب الصين والبحرين. وفي نفس العام حقق المراسلون الروس في وكالة أبحاث الإنترنت في سانت بطرسبرغ، والتي توظف ما لا يقل عن 400 شخص. ووجدوا أن الوكالة استأجرت سرًا شبابًا «كمشغلي إنترنت» مدفوعي الأجر لكتابة منشورات وتعليقات مؤيدة لروسيا، وتشويه سمعة زعيم المعارضة أليكسي نافالني والسياسة والثقافة الأمريكية.
كان على كل معلق أن يكتب ما لا يقل عن 100 تعليق في اليوم، بينما كان على الأشخاص في الغرفة الأخرى أن يكتبوا أربعة منشورات في اليوم، والتي ذهبت بعد ذلك إلى الموظفين الآخرين الذين كانت وظيفتهم نشرها على الشبكات الاجتماعية على أوسع نطاق ممكن.
يذكر بعض الصحفيين المعارضين الروس أن مثل هذه الممارسات تخلق تأثيرًا مخيفًا على المنافذ الإعلامية المستقلة القليلة المتبقية في البلاد.
أجرت صحيفة المعارضة الروسية نوفايا جازيتا ومعهد روسيا الحديثة تحقيقات أخرى في عامي 2014 و2015، مستوحاة من ذروة نشاط الكتائب الموالية لروسيا خلال الحرب الروسية الأوكرانية واغتيال بوريس نيمتسوف. ويُقال إن جهود استخدام «جيوش المتصيدين» للترويج لسياسات بوتين هي عملية تكلف ملايين الدولارات. ووفقًا لتحقيق أجرته صحيفة الغارديان البريطانية فإن سيل التعليقات المؤيدة لروسيا هو جزء من «عملية حرب نفسية إعلامية» منسقة. وجرى توثيق شبكة بوت تويتر لاستخدام أكثر من 20.500 حساب تويتر مزيف لإرسال تعليقات سلبية بعد اغتيال بوريس نيمتسوف والأحداث المتعلقة بالصراع الأوكراني.
نُشر مقال يستند إلى مقال بوليانسكايا الأصلي، من تأليف جمعية العملاء المستقلين، في مايو عام 2008 على موقع Expertiza.Ru. وفي هذه المقالة حل مصطلح الفريق «جي» محل كتائب الويب.
أثناء رئاسته أعاد دونالد ترامب نشر تغريدة من حساب مزيف يديره الروس. وفي عام 2017 كان من بين ما يقرب من 40 من المشاهير والسياسيين، إلى جانب أكثر من 3000 منفذ إخباري عالمي، جرى تحديدهم على أنهم شاركوا عن غير قصد محتوى من حسابات متصيدين روس.

## الأساليب
يترك معلقو كتائب الويب أحيانًا مئات المنشورات يوميًا التي تنتقد المعارضة في البلاد وتروج لصناع السياسات المدعومين من الكرملين. ويتفاعل المعلقون في نفس الوقت مع مناقشات الموضوعات «المحرمة»، بما في ذلك الدور التاريخي للزعيم السوفيتي جوزيف ستالين، والمعارضة السياسية، والمعارضين مثل ميخائيل خودوركوفسكي، والصحفيين الذين قُتلوا، وحالات الصراع أو التنافس الدولي (مع دول مثل إستونيا وجورجيا وأوكرانيا، ولكن أيضًا مع السياسات الخارجية للولايات المتحدة والاتحاد الأوروبي). ويعتقد الصحفي البارز وخبير روسيا بيتر بوميرانتسيف أن جهود روسيا تهدف إلى إرباك الجمهور، بدلًا من إقناعه. ويذكر أنهم لا يستطيعون فرض الرقابة على المعلومات ولكن يمكنهم «إفسادها بنظريات المؤامرة والشائعات».

لتجنب الشكوك يضع المستخدمون الملاحظات السياسية بين المقالات المحايدة حول السفر والطبخ والحيوانات الأليفة. ويغمرون أقسام التعليقات في وسائل الإعلام لجعل الحوار الهادف مستحيلًا.
إن التأثير الذي يحدثه هؤلاء المتصيدون على الإنترنت ليس كبيرًا للغاية، لكنهم ينجحون في جعل بعض المنتديات بلا معنى لأن الناس يتوقفون عن التعليق على المقالات عندما يجلس هؤلاء المتصيدون هناك ويخلقون باستمرار جوًا عدوانيًا ومعاديًا تجاه الذين لا يحبونهم. يتفاعل المتصيدون مع بعض الأخبار بسيل من الإساءة. وهذا يجعل من غير المجدي لشخص منطقي التعليق على أي شيء هناك.